# Carl August Scherre
Carl August Scherre (* 12. Juli 1839 in Leubingen; † 25. April 1915) war Gutsbesitzer, Amtsvorsteher und Mitglied des Deutschen Reichstags.

## Leben
Scherre wurde in Leubingen als Sohn des Freisassen und Anspänners Carl Friedrich Scherre und dessen Ehefrau Henriette Juliane Dorothea geborene Fröbus geboren. Er besuchte die Volksschule und erhielt Privatunterricht. Als Landwirt bewirtschaftete er zunächst sein Gut, war dann seit 1874 Standesbeamter und seit 1875 Amtsvorsteher von Leubingen. Außerdem war er lange Jahre Mitglied des Kreistages, des Provinzial-Landtages und des Provinzial-Ausschusses und auch Mitglied der früheren Gewerbekammer in Halle. Auch war er im Verwaltungsrat der Landesfeuersozietät Sachsen.
Von 1893 bis 1912 war er Mitglied des Deutschen Reichstags für den Wahlkreis Regierungsbezirk Merseburg 6 (Sangerhausen, Eckartsberga) und die Deutsche Reichspartei. Zwischen 1899 und 1915 war er auch Mitglied des Preußischen Abgeordnetenhauses, wo er als Abgeordneter des gleichen Wahlkreises war, den er bereits im Reichstag vertrat.